# Liste von Persönlichkeiten der Stadt Split
Diese Liste von Persönlichkeiten der Stadt Split enthält alle Persönlichkeiten, die dort geboren wurden. Sie erhebt keinen Anspruch auf Vollständigkeit.

## Bis 1900
- Marko Marulić (1450–1524), Schriftsteller, „Vater der kroatischen Literatur“
- Ivan Vreman (1583–1620), katholischer Theologe, Jesuit, Astronom, Physiker, Mathematiker, Missionar und Übersetzer
- Athanasius Georgijević (um 1590–1640), Komponist
- Franz von Suppè (1819–1895), österreichischer Komponist
- Ermenegildo Antonio Donadini (1847–1936), österreichisch-deutscher Maler, Restaurator und Fotograf
- Anthony Francis Lucas (geboren als Antun Lučić, 1855–1921), kroatisch-US-amerikanischer Ingenieur und Ölforscher
- Ivan Meštrović (1883–1962), Bildhauer
- Jakov Gotovac (1895–1982), Komponist und Dirigent
- Ivo Tijardović (1895–1976), Komponist und Dirigent

## 20. Jahrhundert

### 1901 bis 1950
- Božena Begović (1901–1966), Schriftstellerin, Übersetzerin, Schauspielerin, Rundfunksprecherin und Dramaturgin
- Duje Bonačić (1929–2020), jugoslawischer Ruderer
- Jagoda Buić (1930–2022), Textilkünstlerin, Kostüm- und Bühnenbildnerin, Zeichnerin
- Tomislav Ostoja (* 1931), Bildhauer
- Tomislav Ivić (1933–2011), Fußballtrainer
- Ivo Trumbić (1935–2021), jugoslawischer Wasserballspieler
- Nikša Bareza (1936–2022), Musiker und Dirigent
- Stanko Poklepović (1938–2018), Fußballspieler und -trainer
- Ante Svarčić (1938–2021), Architekt
- Nikola Pilić (* 1939), Tennisspieler
- Alija Behmen (1940–2018), bosnischer Politiker (SDP)
- Oliver Dragojević (1947–2018), Sänger
- Željko Franulović (* 1947), jugoslawischer Tennisspieler und -funktionär
- Jurica Jerković (1950–2019), jugoslawischer Fußballspieler

### 1951 bis 1960
- Mario Boljat (1951–2024), Fußballspieler
- Predrag Manojlović (1951–2014), Wasserballspieler
- Duško Mrduljaš (* 1951), jugoslawischer Ruderer
- Zlatko Celent (1952–1992), jugoslawischer Ruderer
- Damir Polić (* 1953), Wasserballspieler
- Ivo Sanader (* 1953), Politiker und Ministerpräsident
- Branko Cikatić (1954–2020), Kickboxer
- Jasmin Stavros (1954–2023), Popmusiker
- Zoran Roje (* 1955), Wasserballspieler
- Valerija Galić (* 1956), bosnisch-herzegowinische Juristin
- Alida Bremer (* 1959), Schriftstellerin und Literaturwissenschaftlerin
- Davor Mladina (* 1959), Fußballspieler und -trainer

### 1961 bis 1970
- Deni Lušić (* 1962), Wasserballspieler
- Dino Dvornik (1964–2008), Sänger
- Nikola Jerkan (* 1964), Fußballspieler
- Renco Posinković (* 1964), Wasserballspieler
- Damir Buljević (* 1965), deutsch-kroatischer Tennisspieler
- Josip Reić (* 1965), Ruderer
- Mislav Bezmalinović (1967–2024), Wasserballspieler
- Dino Rađa (* 1967), NBA-Basketballspieler
- Tino Vegar (* 1967), Wasserballspieler
- Zlatan Stipišić Gibonni (* 1968), Sänger
- Toni Kukoč (* 1968), NBA-Basketballspieler
- Ivet Ćurlin (* 1969), Kuratorin
- Joško Kreković (* 1969), Wasserballspieler
- Ivica Vastić (* 1969), österreichischer Fußballspieler (geborener Kroate)
- Žana Lelas (1970–2021), Basketballspielerin
- Nenad Pralija (* 1970), Fußballspieler
- Josip Zovko (1970–2019), Theater-, Fernseh- und Filmschauspieler

### 1971 bis 1980
- Ivica Bančić (* 1971), Fußballspieler
- Mirko Grabovac (* 1971), kroatisch-singapurischer Fußballspieler und -trainer
- Goran Ivanišević (* 1971), Tennisspieler
- Zdeslav Vrdoljak (* 1971), Wasserballspieler
- Miloš Milošević (* 1972), Schwimmer
- Severina (* 1972), Sängerin
- Giuliano Đanić (* 1973), Sänger
- Draghixa Laurent (* 1973), kroatisch-französische Pornodarstellerin
- Stipe Erceg (* 1974), deutscher Schauspieler
- Mate Galić (* 1974), Moderator (Musiksender VIVA) und DJ
- Ivica Mornar (* 1974), Fußballspieler
- Ivan Čubretović (* 1975), Fußballspieler
- Petar Metličić (* 1976), Handballspieler
- Duško Pavasovič (* 1976), slowenischer Schachgroßmeister
- Miroslav Vučetić (* 1976), Schwimmer
- Jelena Rozga (* 1977), Popsängerin
- Igor Tudor (* 1978), Fußballspieler
- Ivano Balić (* 1979), Handballspieler
- Stipe Pletikosa (* 1979), Fußballspieler
- Goran Sablić (* 1979), Fußballspieler
- Davorka Tovilo (* 1979), Fotomodell und Starlet
- Mate Bilić (* 1980), Fußballspieler

### 1981 bis 1990
- Goran Fiorentini (* 1981), italienischer Wasserballspieler
- Josip Pavić (* 1982), Wasserballspieler
- Maja Sokač (* 1982), Handballspielerin
- Nathaniel Buzolic (* 1983), australisch-kroatischer Schauspieler (u. a. Vampire Diaries)
- Krešimir Lončar (* 1983), Basketballspieler
- Vjekoslav Tomić (* 1983), Fußballspieler
- Blanka Vlašić (* 1983), Leichtathletin
- Mario Ančić (* 1984), Tennisspieler
- Deni Fiorentini (* 1984), italienischer Wasserballspieler
- Damir Mikec (* 1984), serbischer Sportschütze
- Ante Šarić (* 1984), Schachgroßmeister
- Lidija Bačić (* 1985), Popsängerin, Schauspielerin und Model
- Vanja Perišić (* 1985), Leichtathletin
- Anđelo Šetka (* 1985), Wasserballspieler
- Kaja Rogulj (* 1986), Fußballspieler
- Kristina Šundov (* 1986), Fußballspielerin
- Petar Jelenić (* 1987), Tennisspieler
- Sanja Ančić (* 1988), Tennisspielerin
- Marina Eraković (* 1988), neuseeländische Tennisspielerin kroatischer Herkunft
- Petar Muslim (* 1988), Wasserballspieler
- Goran Bogunović (* 1989), Handballspieler
- Luka Gusić (* 1989), kroatisch-österreichischer Fußballspieler
- Ognjen Matic (* 1989), australischer Handballspieler
- Zoran Nižić (* 1989), Fußballspieler
- Daria Obratov (* 1989), niederländisch-kroatische Rennrodlerin
- Ivan Perišić (* 1989), Fußballspieler
- Lovre Kalinić (* 1990), Fußballspieler

### 1991 bis 2000
- Ilija Brozović (* 1991), Handballspieler
- Marin Draganja (* 1991), Tennisspieler
- Matej Jonjić (* 1991), Fußballspieler
- Ivan Lendrić (* 1991), Fußballspieler
- Jerko Marinić Kragić (* 1991), Wasserballspieler
- Petra Martić (* 1991), Tennisspielerin
- Petar Topić (* 1991), Handballspieler
- Filip Bradarić (* 1992), Fußballspieler
- Mate Delić (* 1993), Tennisspieler
- Marko Livaja (* 1993), Fußballspieler
- Mate Pavić (* 1993), Tennisspieler
- Ante Rebić (* 1993), Fußballspieler
- Jakov Vranković (* 1993), Handballspieler
- Josip Božić Pavletić (* 1994), Handballspieler
- Tomislav Draganja (* 1994), Tennisspieler
- Josip Elez (* 1994), Fußballspieler
- Ivana Kapitanović (* 1994), Handballspielerin
- Petar Lela (* 1994), Fußballspieler
- Toni Kanaet (* 1995), Taekwondoin
- Ivo Grbić (* 1996), Fußballspieler
- Rino Burić (* 1997), Wasserballspieler
- Kristijan Jakić (* 1997), Fußballspieler
- Dania Obratov (* 1997), niederländisch-kroatische Rennrodlerin
- Nikola Vlašić (* 1997), Fußballspieler
- Mario Ćurić (* 1998), Fußballspieler
- Borna Gojo (* 1998), Tennisspieler
- Mislav Grgić (* 1998), bosnisch-kroatischer Handballspieler
- Dario Barada (* 1999), Fußballspieler
- Roko Blažević (* 2000), Sänger
- Ante Palaversa (* 2000), Fußballspieler
- Viktor Đerek (* 2000), Fotograf
- Ante Kuliš (* 2000), Fußballspieler
- Mateo Maraš (* 2000), Handballspieler

## 21. Jahrhundert

### 2001 bis 2010
- Duje Ajduković (* 2001), Tennisspieler
- Petra Marinović (* 2001), Handballspielerin
- Mario Vušković (* 2001), Fußballspieler
- Stipe Biuk (* 2002), Fußballspieler
- Katarina Krišto (* 2002), Judoka
- Marin Ljubičić (* 2002), Fußballspieler
- Martin Baturina (* 2003), Fußballspieler
- Luka Mikrut (* 2004), Tennisspieler
- Mili Poljičak (* 2004), Tennisspieler
- Dino Prižmić (* 2005), Tennisspieler
- Bruno Durdov (* 2007), Fußballspieler
- Luka Vušković (* 2007), Fußballspieler